# Reações à morte do Papa Francisco

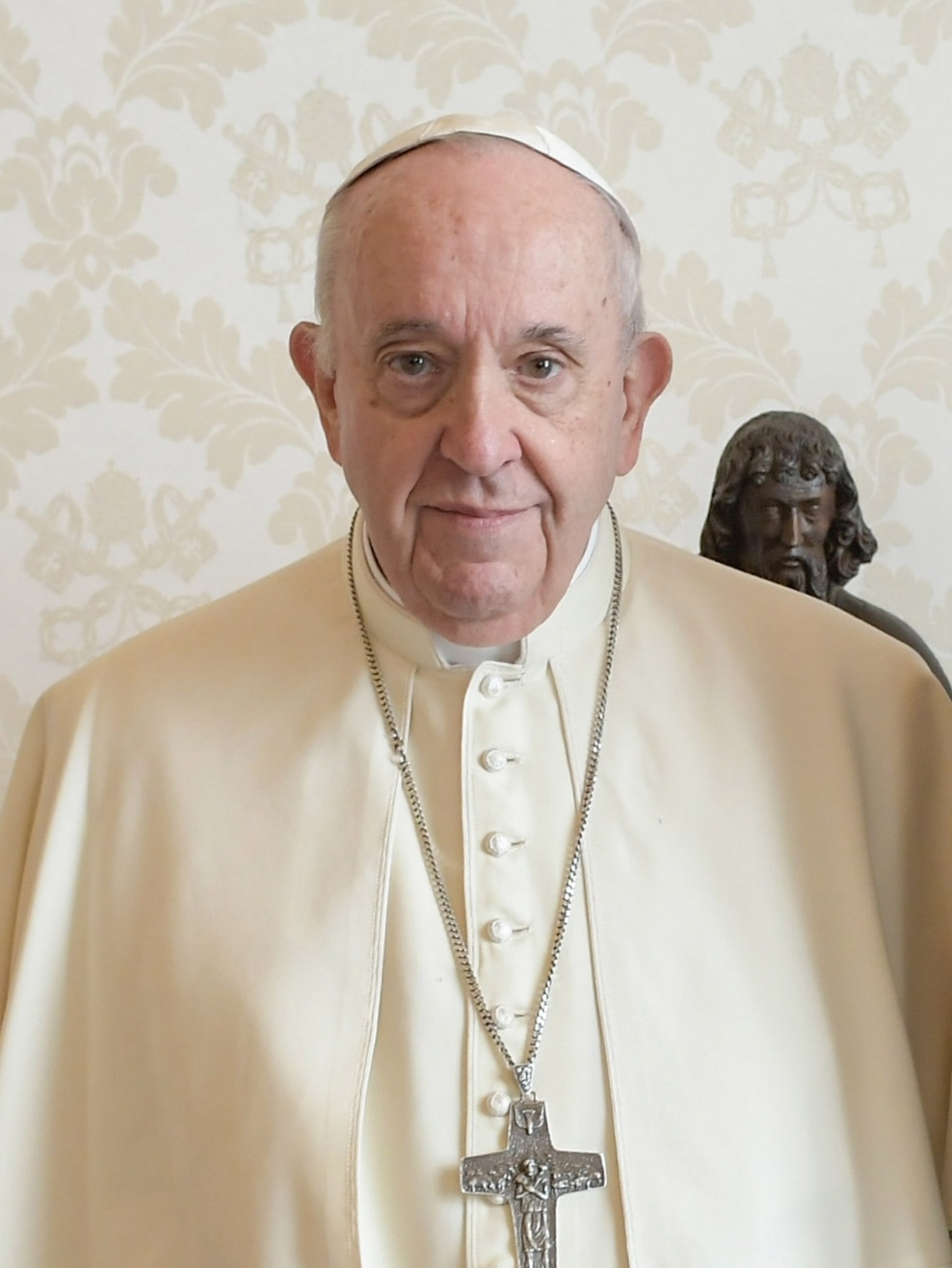
Papa Francisco em 2021

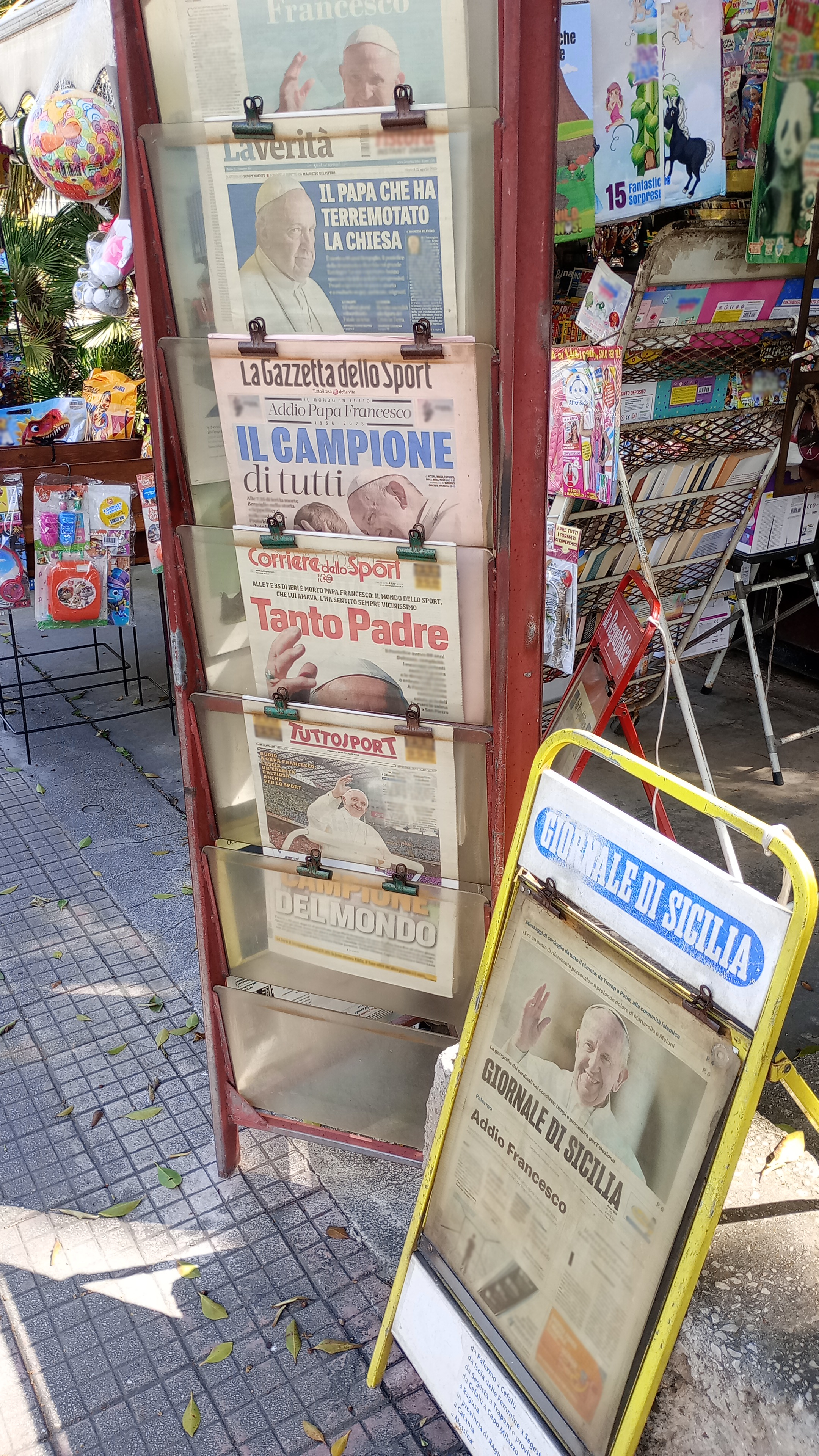
Jornais da Sicília, em 22 de abril de 2025, noticiam a morte do Papa Francisco

O Papa Francisco morreu em 21 de abril de 2025, aos 88 anos, gerando reações em todo o mundo.

## Líderes nacionais

### África
- África do Sul – O presidente Cyril Ramaphosa destacou a "humildade" do Papa Francisco e seu compromisso profundo em "tornar a Igreja e o mundo melhores".[4]
- Egito – O presidente Abdel Fattah el-Sisi afirmou que o Papa Francisco "foi uma voz de paz, amor e compaixão".[4]
- Etiópia – O primeiro-ministro Abiy Ahmed expressou condolências no Twitter, desejando que "seu legado de compaixão, humildade e serviço à humanidade continue a inspirar gerações futuras".[4]
- Gana – O presidente John Mahama declarou que conheceu o Papa Francisco pessoalmente e que sua liderança e legado de compaixão continuarão a inspirar gerações.[5]
- Quênia – O presidente William Ruto descreveu a morte do Papa como uma "grande perda" para o mundo cristão, elogiando seu "compromisso inabalável com a inclusão e a justiça".[4]
- Nigéria – O presidente Bola Tinubu pediu que o mundo honre os ensinamentos do Papa e celebre seu legado, chamando-o de campeão dos desfavorecidos e um farol de esperança para milhões.[6]
- Tanzânia – A presidente Samia Suluhu Hassan expressou condolências, descrevendo o Papa como um líder e educador que dedicou sua vida à promoção da paz mundial, progresso humano e bem-estar.[7]

### Américas
- Argentina – O presidente Javier Milei expressou suas condolências.[8] O governo do país natal do Papa anunciou três dias de luto oficial e também enviou condolências em seu nome.[9]
- Brasil – O presidente Luiz Inácio Lula da Silva decretou sete dias de luto no Brasil, afirmando que o Papa Francisco "buscou incansavelmente trazer amor onde havia ódio, união onde havia discórdia, e a compreensão de que todos somos iguais, vivendo na mesma casa, nosso planeta, que urgentemente precisa de nossos cuidados".[10]
- México – A presidente Claudia Sheinbaum descreveu o Papa Francisco como um "humanista que optou pelos pobres, pela paz e pela igualdade".[11]
- Estados Unidos – O presidente Donald Trump escreveu no Truth Social: "Descanse em paz, Papa Francisco! Que Deus o abençoe e a todos que o amaram!"[4] Em uma postagem no Twitter, o vice-presidente JD Vance, que se encontrou com o Papa no dia anterior à sua morte, expressou gratidão por tê-lo visto, "embora ele estivesse claramente muito doente", e manifestou solidariedade aos "milhões de cristãos ao redor do mundo que o amavam".[12] O ex-presidente Joe Biden, que já havia conhecido o Papa, afirmou que Francisco "será lembrado como um dos líderes mais significativos de nosso tempo", destacando seu trabalho humanitário de décadas na Argentina.[5]
- Uruguai – O presidente Yamandú Orsi expressou condolências à comunidade católica e afirmou que o Papa "partiu talvez em um momento em que o mundo mais precisava dele", deixando "um legado claro e um caminho a seguir".[13]

### Ásia
- Armênia – O primeiro-ministro Nikol Pashinyan expressou profunda tristeza pela morte do Papa Francisco e afirmou que sua liderança na promoção de um mundo justo e pacífico nunca será esquecida.[14]
- Azerbaijão – O presidente Ilham Aliyev enviou uma carta ao cardeal Kevin Farrell, Camerlengo da Igreja Católica Romana, elogiando o Papa por suas obras e ideologias humanistas e relembrando seus encontros com ele.[15]
- Bangladesh – O governo interino expressou condolências pelo falecimento de Francisco e afirmou que o chefe de governo Muhammad Yunus trabalhou junto ao Papa por valores compartilhados de direitos humanos.[16]
- Emirados Árabes Unidos – O presidente Xeique Mohamed bin Zayed Al Nahyan expressou condolências, afirmando que o Papa dedicou sua vida "a promover os princípios de coexistência pacífica e entendimento". O vice-presidente e primeiro-ministro Xeique Mohammed bin Rashid Al Maktoum disse que o "legado de humildade e unidade inter-religiosa do Papa continuará a inspirar muitas comunidades ao redor do mundo".[17]
- Filipinas – O presidente Bongbong Marcos declarou que as Filipinas se unem à comunidade católica internacional no luto pela perda do Papa Francisco.[18] O presidente da Conferência dos Bispos Católicos das Filipinas, Pablo Virgilio David, expressou choque e pediu que as igrejas tocassem seus sinos em homenagem ao Papa.[19]
- Índia – O primeiro-ministro Narendra Modi disse estar "profundamente triste" pela morte do Papa Francisco.[20]
- Irã – O Ministério das Relações Exteriores expressou condolências "a todos os cristãos ao redor do mundo".[21][22]
- Israel – O presidente Isaac Herzog elogiou a "compaixão ilimitada" de Francisco.[20]
- Jordânia – O rei Abdullah II da Jordânia expressou suas sinceras condolências aos cristãos em todo o mundo, chamando o Papa de "Papa do Povo", que liderou com compaixão, humildade e gentileza.[23]
- Líbano – O presidente Joseph Aoun lamentou a perda de um "querido amigo" do Líbano e expressou condolências à Santa Sé. O primeiro-ministro Nawaf Salam também caracterizou o Papa como "um sólido apoiador" do Líbano.[24]
- Paquistão – O primeiro-ministro Shehbaz Sharif descreveu o Papa como um forte defensor da harmonia e da paz.[25] O presidente Asif Ali Zardari afirmou que o Papa Francisco será lembrado por seus esforços na promoção da paz, justiça social, diálogo inter-religioso e bem-estar das comunidades mais vulneráveis em todo o mundo.[26]
- Palestina – O presidente Mahmoud Abbas afirmou que o Papa Francisco foi um amigo fiel dos palestinos, que defendeu seus direitos.[27]
- Taiwan – O presidente Lai Ching-te elogiou o "compromisso vitalício do Papa com a paz, solidariedade global e cuidado com os necessitados". A Santa Sé é um dos apenas 12 governos que mantêm relações diplomáticas com Taiwan, também conhecido como República da China.[28]
- Timor-Leste – O presidente José Ramos-Horta descreveu a morte do Papa como "uma perda global" e anunciou que as bandeiras do país seriam hasteadas a meio mastro.[22]
- Turquia – O presidente Recep Tayyip Erdoğan expressou condolências nas redes sociais, descrevendo o Papa como "um estadista respeitado" e "um líder espiritual que valorizava o diálogo entre diferentes grupos religiosos e tomava iniciativas diante de tragédias humanas, especialmente a questão palestina e o genocídio em Gaza."[29]
- Uzbequistão – O presidente Shavkat Mirziyoyev enviou condolências ao cardeal Kevin Farrell, camerlengo da Igreja Católica, bem como ao Vaticano e aos católicos de todo o mundo.[30]

### Europa
- Alemanha – O Chanceler Olaf Scholz expressou suas condolências pela perda de "um defensor dos fracos, um reconciliador e uma pessoa calorosa", em publicação na X.[31] Friedrich Merz, provável próximo chanceler, prestou homenagem ao "incansável compromisso do Papa com os mais fracos da sociedade, com a justiça e a reconciliação".[32]
- Chipre – O Presidente Nikos Christodoulides afirmou que o Papa apoiava os esforços de cooperação entre diferentes nações e religiões, sendo assim um "firme defensor da paz e da convivência entre os povos e culturas".[33]
- Escócia – O Primeiro-Ministro John Swinney descreveu Francisco como "uma voz pela paz, tolerância e reconciliação".[4]
- Espanha – O Primeiro-Ministro Pedro Sánchez exaltou o compromisso do Papa Francisco com "os mais vulneráveis".[4] O governo espanhol declarou três dias de luto nacional, com bandeiras a meio mastro em todos os edifícios públicos e governamentais, conforme anunciado pelo Ministro da Presidência.[34]

- Finlândia – O Presidente Alexander Stubb afirmou que o Papa Francisco "será lembrado por seu trabalho junto aos pobres e como defensor dos socialmente desfavorecidos". O Primeiro-Ministro Petteri Orpo também expressou condolências.[35]
- França – O Presidente Emmanuel Macron prestou homenagem ao Papa Francisco, chamando-o de "homem de humildade, ao lado dos mais vulneráveis e frágeis".[36]
- Grécia – O Primeiro-Ministro Kyriakos Mitsotakis publicou suas condolências ao Papa Francisco e às pessoas que compartilham valores de paz e solidariedade.[37]
- Hungria – O Presidente Tamás Sulyok afirmou que o Papa Francisco "falava a linguagem do povo, para que todos pudessem entendê-lo".[38][39] O Primeiro-Ministro Viktor Orbán agradeceu ao Papa em publicação no Facebook.[40]
- Irlanda – O Presidente Michael D. Higgins prestou homenagem ao Papa em declaração oficial.[41] O Taoiseach Micheál Martin escreveu nas redes sociais que "o legado do Papa Francisco é sua mensagem de paz, reconciliação e solidariedade, que vive nos corações daqueles que ele inspirou".[42]
- Itália – A Primeira-Ministra Giorgia Meloni declarou: "essa notícia nos entristece profundamente".[4] O presidente da Conferência Episcopal Italiana, Matteo Zuppi, afirmou que a morte do Papa é um momento profundamente doloroso para a Igreja, pedindo que os sinos das igrejas italianas toquem e que orações sejam realizadas em sua homenagem.[19]

- Países Baixos – O Primeiro-Ministro Dick Schoof afirmou que "o Papa Francisco foi, em todos os sentidos, um homem do povo".[4]

- Polônia – O Presidente Andrzej Duda afirmou que o Papa Francisco foi "guiado pela humildade e modéstia".[21] Já o Primeiro-Ministro Donald Tusk o recordou como "um homem bom, caloroso e sensível".[4]
- Portugal – O Primeiro-Ministro Luís Montenegro chamou Francisco de "um Papa extraordinário, que deixa um legado único de humanismo, empatia, compaixão e proximidade com as pessoas".[19]
- Reino Unido – O Rei Carlos III, Rei do Reino Unido e de outros reinos da Commonwealth e Chefe da Commonwealth, declarou que ele e a Rainha Camilla estavam "de coração partido" e prestaram homenagem à "compaixão" e ao "incansável compromisso" do Papa com os fiéis.[43] O Primeiro-Ministro Keir Starmer elogiou Francisco como "um Papa dos pobres, dos oprimidos e dos esquecidos".[44][4] A Union Jack foi hasteada a meio mastro nas residências reais e prédios governamentais como sinal de respeito.[4]
- República Tcheca – O Primeiro-Ministro Petr Fiala expressou suas condolências, afirmando que o Papa foi um homem devoto que trabalhou para mudar a Igreja a fim de melhor cumprir seu papel na sociedade moderna.[45]
- Rússia – O Presidente Vladimir Putin expressou suas condolências ao Vaticano, dizendo que o Papa Francisco "promoveu ativamente o desenvolvimento do diálogo entre as Igrejas Ortodoxa Russa e Católica Romana, bem como a cooperação construtiva entre a Rússia e a Santa Sé".[8]
- Suécia – O Rei Carlos XVI Gustavo prestou homenagem ao Papa Francisco, afirmando que "por meio de seu carisma natural, profunda humildade e defesa inabalável da dignidade humana, o Papa foi um líder significativo".[46] O Primeiro-Ministro Ulf Kristersson também expressou condolências.[47]
- Suíça – A Presidente Karin Keller-Sutter afirmou que o Papa Francisco foi "um grande líder espiritual e um incansável defensor da paz".[4]

### Oceania
- Austrália – O primeiro-ministro Anthony Albanese descreveu o Papa Francisco como "um defensor dedicado e pai amoroso" para todos os católicos, acrescentando que sua morte seria lamentada por australianos de todas as fés.[48]
- Nova Zelândia – O primeiro-ministro Christopher Luxon descreveu o Papa Francisco como um "homem de humildade" com um legado de "compromisso inabalável com os vulneráveis, a justiça social e o diálogo inter-religioso".[49]

### Organizações internacionais
- União Europeia – A Presidente da Comissão Europeia Ursula von der Leyen afirmou que o Papa "inspirou milhões, muito além da Igreja Católica, com sua humildade e amor puro pelos menos favorecidos".[50] A Presidente do Parlamento Europeu Roberta Metsola disse que "seu sorriso contagiante conquistou os corações de milhões de pessoas ao redor do mundo".[51]
- Nações Unidas – Filippo Grandi, Alto Comissariado das Nações Unidas para os Refugiados, declarou que o Papa "se levantou e falou incansavelmente pelos pobres, perseguidos, vítimas de guerras, refugiados e migrantes".[52]

### Outros
- Hamas – Uma declaração oficial da organização islamista palestina lamentou a morte do Papa Francisco, ao mesmo tempo que elogiou sua condenação do "genocídio em Gaza".[53]

## Luto oficial

### Países

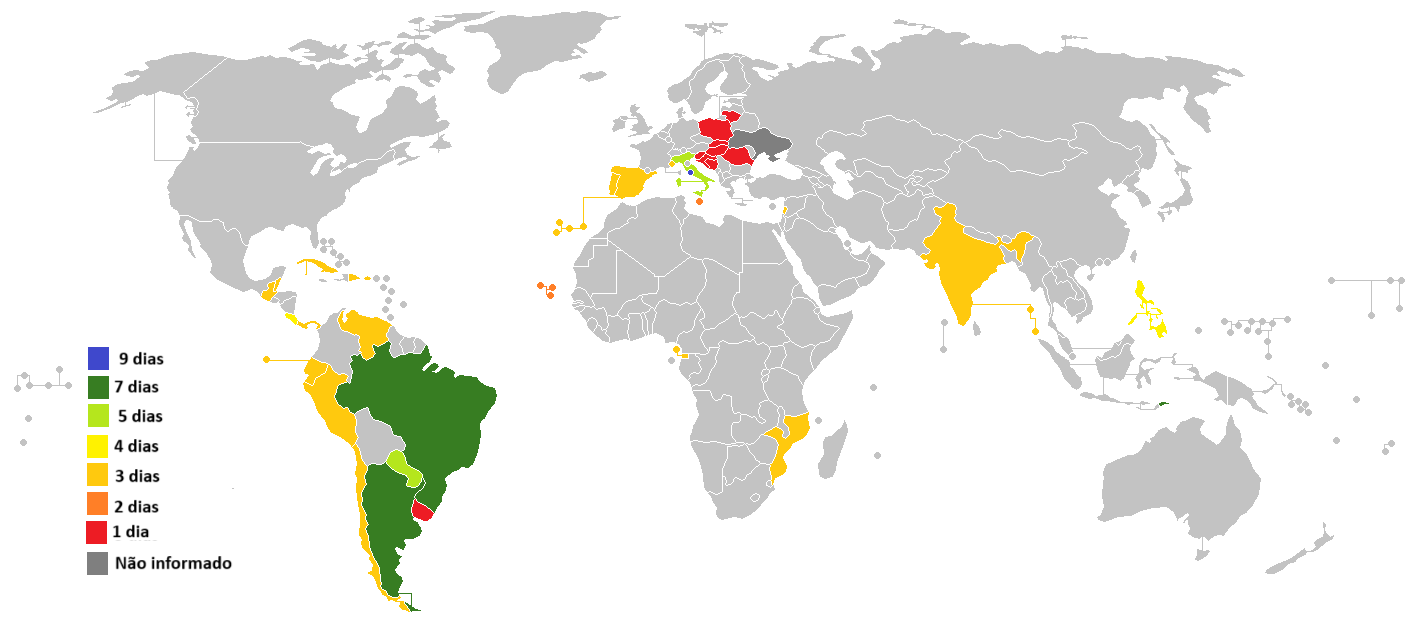
Número de dias de luto oficial declarado por cada país pela morte do Papa Francisco.

| País                 | Dias | Período              | Notas | Ref.   |
| -------------------- | ---- | -------------------- | --- | ------ |
| Vaticano             | 9    | 22—30 de abril       | — | [ 54 ] |
| Argentina            | 7    | 21—27 de abril       | Bandeiras hasteadas a meio mastro. Canceladas partidas de futebol. | [ 55 ] |
| Brasil               | 7    | 21—27 de abril       | Bandeiras a meio mastro. | [ 56 ] |
| Timor-Leste          | 7    | 22—28 de abril       | Bandeiras a meio mastro. | [ 57 ] |
| Itália               | 5    | 22—26 de abril       | | [ 58 ] |
| Paraguai             | 5    | 22—26 de abril       | | [ 59 ] |
| Costa Rica           | 4    | 21—24 de abril       | | [ 60 ] |
| Filipinas            | 4    | 23—26 de abril       | Bandeiras a meio mastro. | [ 61 ] |
| Espanha              | 3    | 21—23 de abril       | Bandeiras a meio mastro. | [ 62 ] |
| Líbano               | 3    | 21—23 de abril       | Bandeiras a meio mastro. Foi requerido a emissoras de TV e rádio adequarem suas programações à cobertura da morte do Pontífice.                                                     | [ 63 ] |
| Chile                | 3    | 22—24 de abril       | | [ 64 ] |
| Peru                 | 3    | 22—24 de abril       | | [ 65 ] |
| Panamá               | 3    | 22—24 de abril       | | [ 66 ] |
| República Dominicana | 3    | 22—24 de abril       | Bandeiras a meio mastro | [ 67 ] |
| Guatemala            | 3    | 22—24 de abril       | | [ 68 ] |
| Venezuela            | 3    | 22—24 de abril       | Bandeiras a meio mastro e proibição de festividades públicas durante o período. | [ 69 ] |
| Equador              | 3    | 22—24 de abril       | | [ 59 ] |
| Cuba                 | 3    | 22—24 de abril       | Bandeiras a meio mastro | [ 70 ] |
| Índia                | 3    | 22, 23 e 26 de abril | Bandeiras a meio mastro. Canceladas festividades oficiais. | [ 71 ] |
| Palestina            | 3    | 23—25 de abril       | | [ 72 ] |
| Guiné Equatorial     | 3    | 23—25 de abril       | Bandeiras a meio mastro. | [ 73 ] |
| Portugal             | 3    | 24—26 de abril       | | [ 74 ] |
| Mônaco               | 3    | 24—26 de abril       | Bandeiras a meio mastro até o enterro. Iluminação externa de prédios desligada pelos três dias. Às 11h do dia 25 de abril, uma sirene convidou todos a fazer um minuto de silêncio. | [ 75 ] |
| Belize               | 3    | 24—26 de abril       | Bandeiras a meio mastro. | [ 76 ] |
| Moçambique           | 3    | 24—26 de abril       | Bandeiras a meio mastro. | [ 77 ] |
| Malta                | 2    | 22 e 26 de abril     | Bandeiras a meio mastro. | [ 78 ] |
| Cabo Verde           | 2    | 22 e 23 de abril     | Bandeiras a meio mastro. | [ 79 ] |
| Uruguai              | 1    | 26 de abril          | | [ 80 ] |
| Hungria              | 1    | 26 de abril          | | [ 81 ] |
| Eslovênia            | 1    | 26 de abril          | | [ 82 ] |
| Polônia              | 1    | 26 de abril          | Bandeiras a meio mastro e com fitas pretas. | [ 83 ] |
| Romênia              | 1    | 26 de abril          | Bandeiras a meio mastro. | [ 84 ] |
| Croácia              | 1    | 26 de abril          | Bandeiras a meio mastro. | [ 85 ] |
| Bósnia e Herzegovina | 1    | 26 de abril          | Bandeiras a meio mastro. | [ 86 ] |
| Lituânia             | 1    | 26 de abril          | Bandeiras a meio mastro e com fitas pretas. | [ 87 ] |
| Eslováquia           | 1    | 26 de abril          | Bandeiras a meio mastro e com fitas pretas. | [ 88 ] |
| Ucrânia              |      |                      | | [ 89 ] |

### Entidades subnacionais
- Acre, Brasil: Sete dias de luto oficial.[90]
- Ceará, Brasil: Sete dias de luto oficial.[91]
- Distrito Federal, Brasil: Sete dias de luto oficial.[92]
- Goiás, Brasil: Sete dias de luto oficial.[93]
- Minas Gerais, Brasil: Sete dias de luto oficial.[94]
- Paraná, Brasil: Três dias de luto oficial.[95]
- Pará, Brasil: Sete dias de luto oficial.[96]
- Piauí, Brasil: Sete dias de luto oficial.[97]
- Porto Rico, Estados Unidos: Três dias de luto oficial.[98]
- São Paulo, Brasil: Sete dias de luto oficial.[99]

### Cidades
- Altamira, Brasil: Três dias de luto oficial.[100]
- Campinas, Brasil: Três dias de luto oficial.[101]
- Curitiba, Brasil: Três dias de luto oficial.[95]
- Embu das Artes, Brasil: Três dias de luto oficial.[102]
- Madri, Espanha: Três dias de luto oficial.[89]
- Santana, Brasil: Três dias de luto oficial.[103]
- São Paulo, Brasil: Sete dias de luto oficial. Um Centro Educacional Unificado (CEU) em construção no Sapopemba, teve seu nome alterado para homenagear o Pontífice; de CEU Imperador foi renomeado para CEU Papa Francisco[104]
- Uberlândia, Brasil: Três dias de luto oficial.[105]

### Organizações supranacionais
- Ursula von der Leyen, presidente da Comissão Europeia, afirmou que o Papa Francisco "inspirou milhões, muito além da Igreja Católica, com sua humildade e amor tão puros pelos menos afortunados".[106]

## Entidades desportivas
O Club Atlético San Lorenzo de Almagro, time do coração do Papa, fez uma homenagem a ele em suas redes sociais, dizendo: "De Mario Jorge Bergoglio a Francisco, houve algo que jamais mudou: seu amor pelo Ciclón. Envolvido em dor profunda, do San Lorenzo hoje dizemos adeus a Francisco: adeus, obrigado e até sempre! Estaremos juntos pela eternidade". Em toda a Argentina, as partidas de futebol foram temporariamente suspensas pela morte do Pontífice. No Brasil, a Confederação Brasileira de Futebol (CBF) declarou três dias de luto oficial e que se faça um minuto de silêncio nas partidas de futebol. O presidente da instituição, Ednaldo Rodrigues, disse que Francisco "foi um dos grandes incentivadores da luta da CBF contra o racismo no futebol".

## Outras reações
- A Torre Eiffel, de Paris manteve suas luzes apagadas no dia do anúncio da morte do Papa.[109]
- O Senado do Brasil decretou luto oficial de sete dias.[110]
- A Pontifícia Universidade Católica de Campinas decretou sete dias de luto oficial.[111]